# Дарниця (річка)
Дарниця — найбільша мала річка лівобережної частини Києва. Довжина становить 24,1 км, площа басейну — 194 км². Ширина річища змінюється від 2 до 5 метрів, глибина — від 0,1 до 1 метра. Найбільша розрахована витрата води становить 15,7 м3/с.
Урбанізованість водозбору становить 21,5 %, лісистість — 47,3 %. Довжина спрямлених ділянок становить 70 %.

## Історія
Уперше Дарниця згадується в документах початку XVI століття як місцевість, яка перебуває у володінні двох великих київських монастирів — Києво-Печерського і Пустино-Микольского, які судилися за розмежування територій. В рішенні межевого суду в 1509 році межа між володіннями монастирів була визначена так: «…люди добрі землі перед нами розводили і границю вказали тим обом землям: річку Дарницю, на якій і млини…».
На річці Дарниці були млини, довкола були відмінні сінокоси; після щорічних розливів річок навіть у посушливі роки тут росли високі трави. Поблизу річки Дарниця знаходився перевіз через Дніпро.
У 1516 році річку, як територіальну межу згадує і король Сигізмунд І.

## Гідрографія басейну річки
Дарниця має кілька джерел. Головним є витік зі ставка на Оболоні, що у межах м. Бровари. Тут влаштовано мережу осушувальних каналів. Ще один витік розташований на північній околиці села Княжичі, де також є кілька меліоративних каналів. У верхній течії Дарниця перетинається об'їзною дорогою, збудованою навколо м. Бровари.
Загалом річка зазнала істотних перетворень. У тридцятих роках її річище розчистили для кращого відведення надлишкової води. До цього тут були болота, які показано на старих картах.
На східній околиці Києва Дарниця тече переважно через ліс і впадає в озеро Берізка. За кілька метрів від озера поділяється на два рукави. Один водотік (другорядний за водністю) має назву Північно-Дарницький меліоративний канал. Його ділянку можна знайти у лісі за 400—600 метрів на схід від вулиці Братиславської. Далі канал ховається в колектор, який перетинає житловий масив Райдужний і впадає в Десенку нижче за течією від Північного моста. Цей рукав Дарниці має притоку, що бере початок у парку «Перемога».
Другий (головний) рукав Дарниці, за яким закріпилася назва «річка Дарниця», тече переважно на південний захід. На шляху до Дніпра річка перетинає промзону (тут розташовані Дарницька ТЕЦ, заводи «Хімволокно», «Радикал») і з'являється на денній поверхні за Харківським шосе. Далі річка тече вздовж залізниці і впадає в озеро Нижній Тельбин. Це озеро відігравало і певною мірою продовжує відігравати роль відстійника. Місце впадання Дарниці в Дніпро розташоване за 100 метрів нижче від Дарницького залізничного мосту.

## Галерея

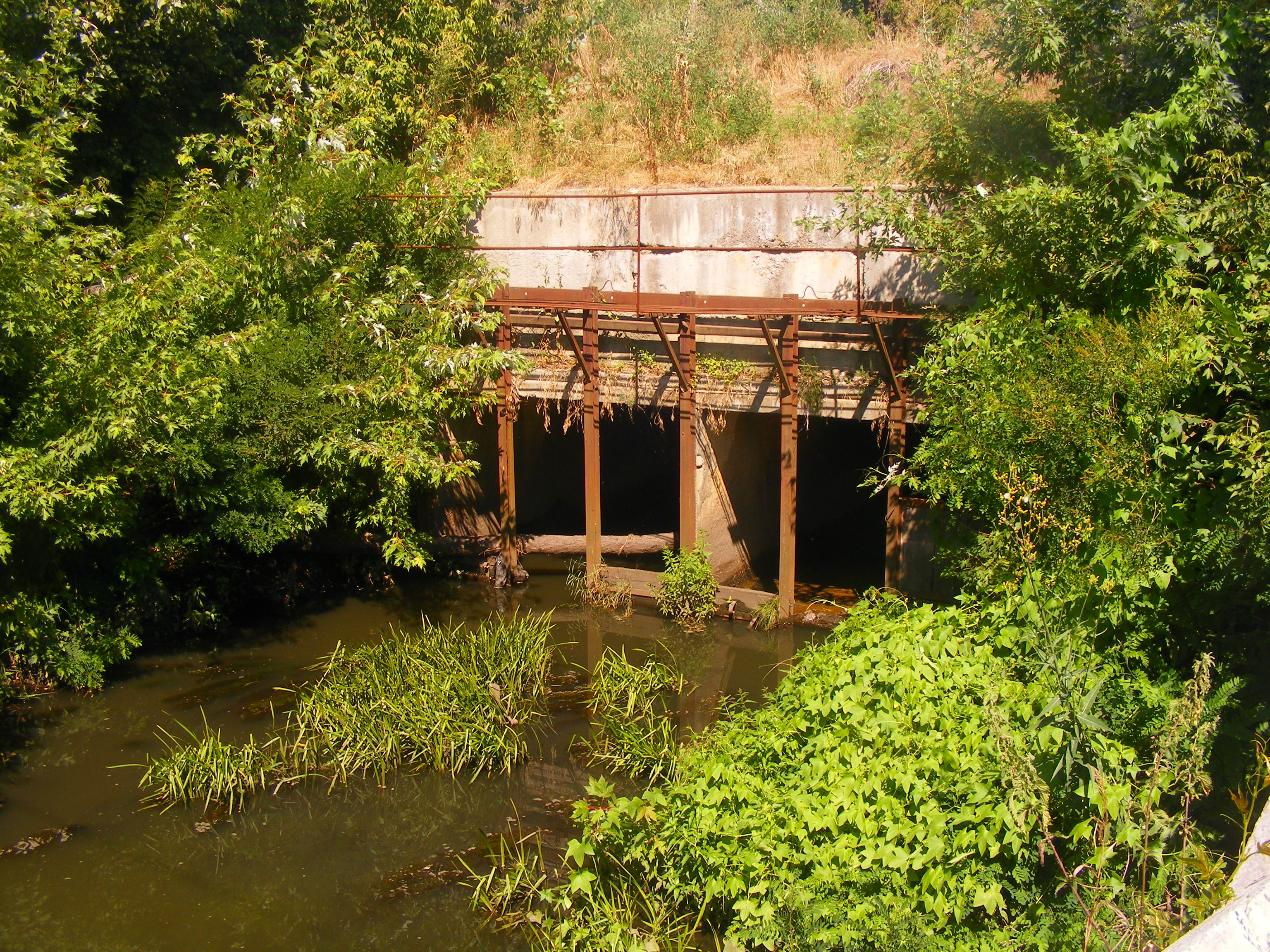
Витік з колектора поряд з вулицею Спортивною перед впадінням у затоку Десенка
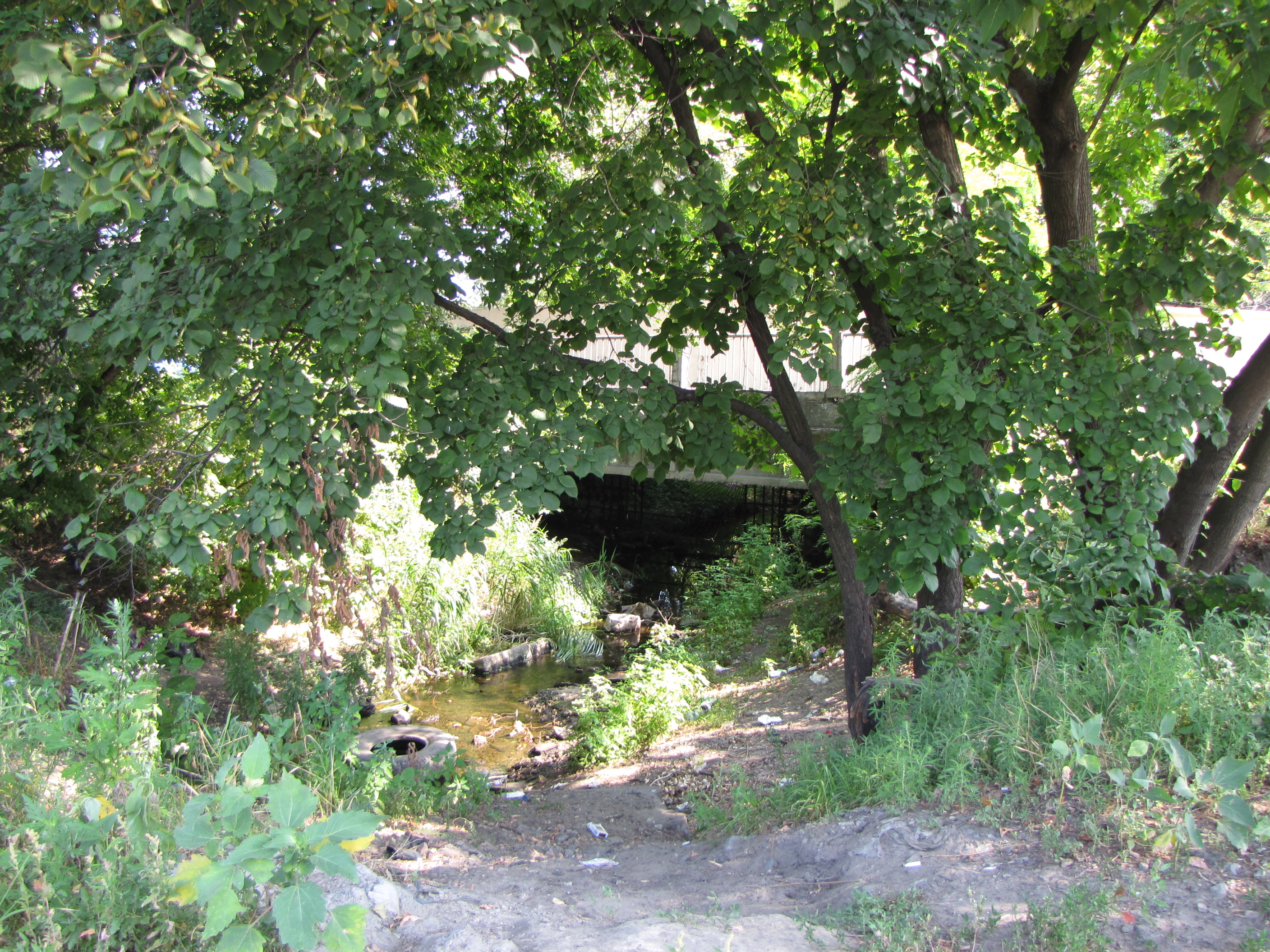
Русло під вулицею Гната Хоткевича перед впадінням у колектор
Русло біля Фанерної вулиці
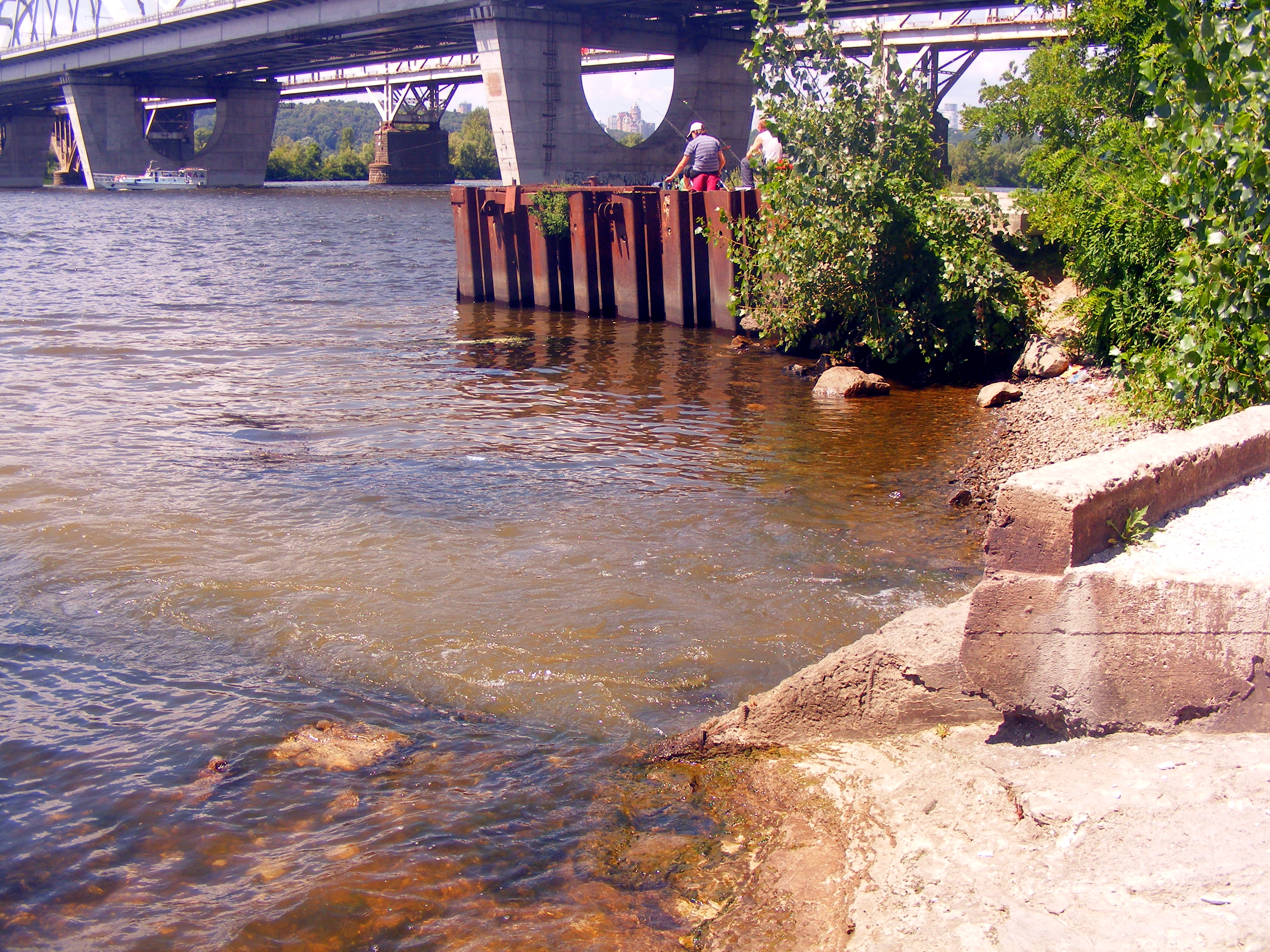
Впадіння у Дніпро